# Unimog 401
L'Unimog 401 est un véhicule à traction intégrale de la série Unimog de Mercedes-Benz, qui, grâce à sa conception, peut être utilisé de manière universelle comme tracteur, engin de travail et porte-équipement. Il était construit dans l'usine Mercedes-Benz Gaggenau et a remplacé l'Unimog 2010. De 1953 à 1956, 10 928 véhicules de type 401/402 ont été construits. Le 401 était initialement construit dans une version ouverte avec une capote, et également avec une cabine fermée construit par Westfalia à partir de septembre 1953, celui dont le surnom est "œil de grenouille". L'Unimog 402 se distingue essentiellement du 401 par son empattement plus long de 2 120 mm. Les deux ont été remplacés par l'Unimog 411, construit avec un empattement court et un empattement long.

## Historique
Immédiatement après la guerre, le designer Albert Friedrich a développé le dispositif moteur universel (Universal-Motorgerät en Allemand) que Daimler-Benz ne voulait initialement pas produire. L'usine de machines Boehringer de Göppingen produit alors deux échantillons, dont l'un est présenté à l'exposition agricole de Francfort en août 1948. En raison de la forte réaction, Boehringer a lancé la production en série; Fin 1950, 600 exemplaires de cet Unimog 70200 furent fabriqués, dont le logo de la marque était une tête de bœuf stylisée avec des cornes en forme de « U ». Daimler-Benz a repris l'ensemble des installations de production, y compris les employés, de Boehringer à la fin des années 1950 et a commencé à produire ses premiers Unimog à l'usine de Gaggenau en juin 1951,. L'Unimog, désormais produit chez Daimler-Benz à Gaggenau, faisait partie de la gamme 2010, puis a été remplacé par le 401 en 1953. Il n'y avait pratiquement aucune différence technique, mais seul l'Unimog 401 a reçu une étoile Mercedes.

## Technologie
L'Unimog 401 est un véhicule compact d'environ 3,50 mètres de long, doté d'un châssis en échelle à profil en U, d'essieux portiques rigides à l'avant et à l'arrière et de quatre roues de même taille entraînées par des transmissions à turbine. Les trains avant et arrière sont guidés sur des timons et des biellettes Panhard. Ils sont équipés de ressorts hélicoïdaux avec amortisseurs hydrauliques. Les pneus de l'Unimog sont des pneus tout usage mesurant 6,5-20, conçus pour la conduite hors route et sur route. Le véhicule est freiné à l'aide d'un système de freinage à commande hydraulique qui agit sur les tambours de frein sur toutes les roues. L'Unimog 401 a un empattement de 1 720 mm, l'Unimog 402 a un empattement de 2 120 mm.

### Moteur et transmissions

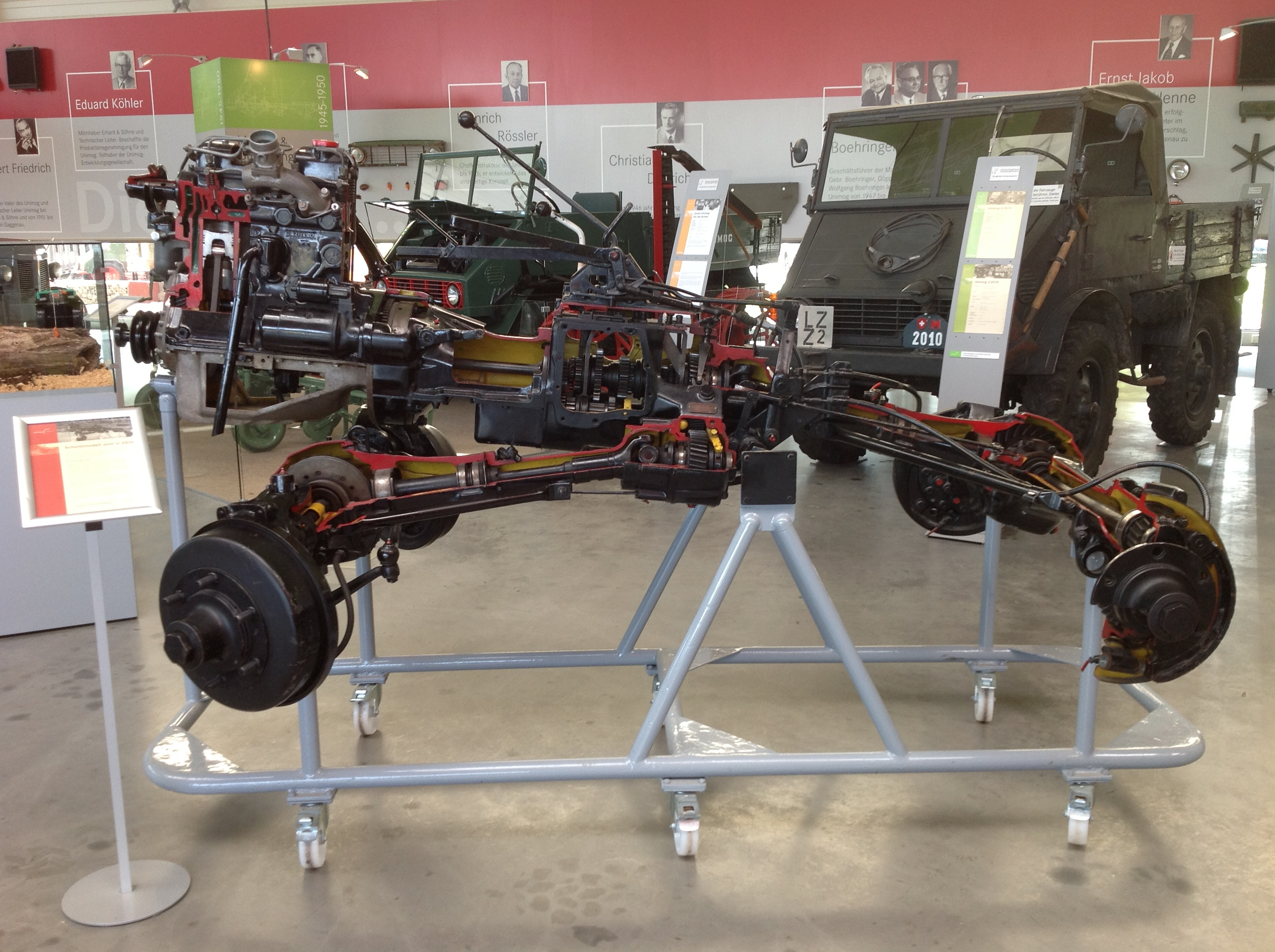
Unimog 401 : modèle en coupe du groupe motopropulseur au musée Unimog

Le moteur est issu de la gamme des voitures particulières. Il s'agit de l'OM 636 VI, un moteur diesel atmosphérique à quatre cylindres en ligne avec préchambre et arbre à cames latéral d'une cylindrée de 1 767 cm3, dont la puissance pour l'Unimog a été réduite de 40 ch (29,5 kW) pour 25 ch (18,5 kW) à 2 350 tr/min. Le moteur refroidi par eau est installé au milieu de l'avant et légèrement incliné vers l'arrière. Il démarre avec un démarreur électrique.
La transmission est une transmission mécanique de Daimler-Benz à griffes avec six vitesses avant et deux vitesses arrière. L'Unimog 401 est à transmission intégrale; la traction avant peut être activée et désactivée pendant la conduite sans utiliser l'embrayage. Les différentiels des essieux avant et arrière peuvent être verrouillés. La puissance est transférée du moteur à la transmission via un embrayage à sec monodisque de Fichtel & Sachs. Une boîte de vitesses supplémentaire avec deux vitesses sur chenilles était disponible en option.

### Équipements et accessoires

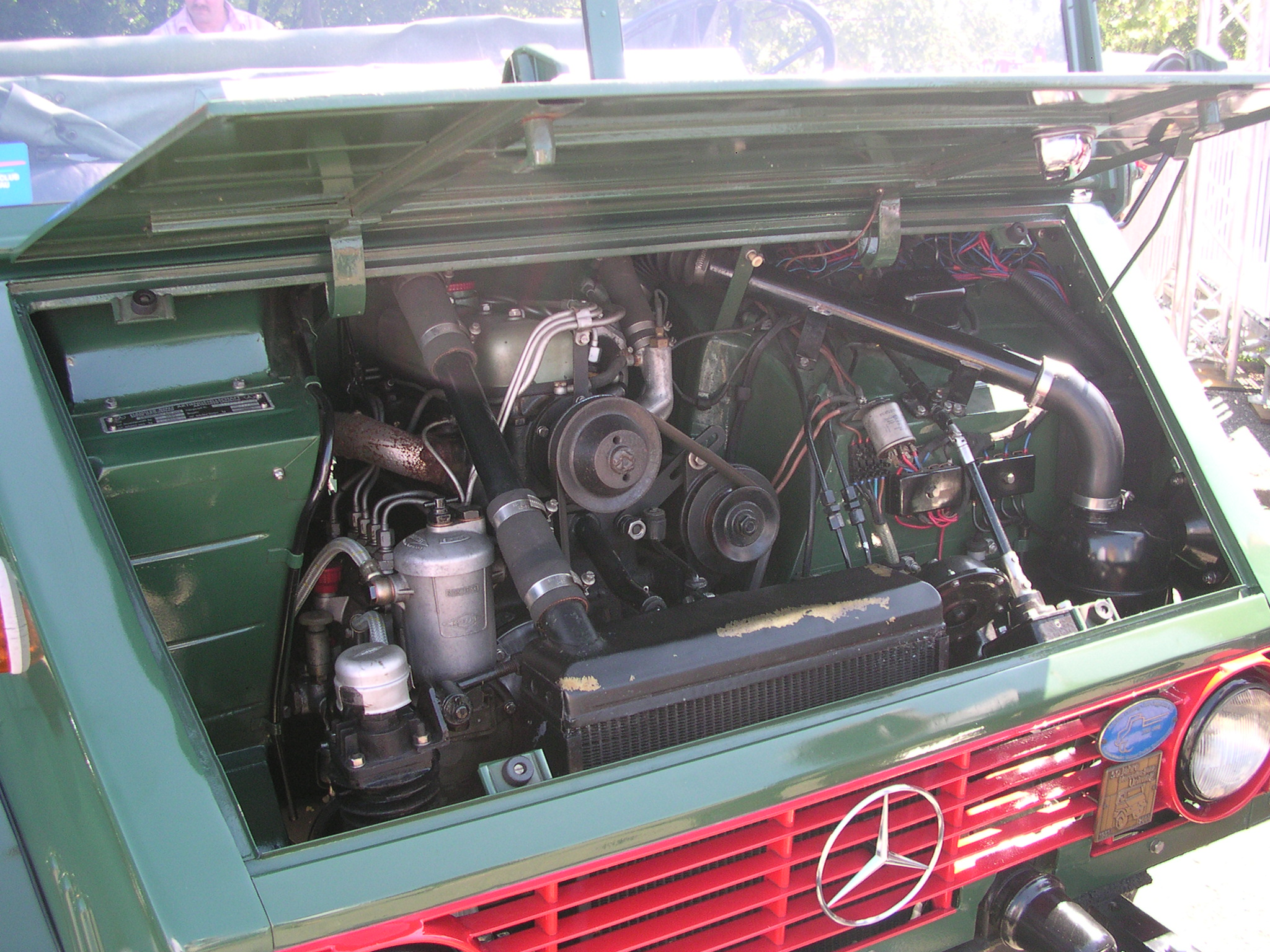
Moteur OM 636 de l'Unimog 401

Le système électrique comprend un alternateur Bosch 12 V d'une puissance de 150 W. Il charge la batterie au plomb de 12V/105Ah. L'Unimog est équipé de deux phares à l'avant, de feux arrière à l'arrière, de clignotants électriques sur les côtés et d'essuie-glaces électriques sur le pare-brise. Il dispose également d'un klaxon électrique et d'une prise optionnelle pour l'éclairage d'une remorque.
Sur la partie arrière de l'Unimog se trouve une plate-forme d'une superficie de 2,25 m2 sur laquelle peut être chargée une charge utile d'une tonne. Un attelage de remorque automatique à ressort à l'arrière et un attelage de remorquage à l'avant étaient de série. Le véhicule est équipé d'un rail de terrain en tant qu'accessoire.
Pour absorber la puissance, un arbre de prise de force normalisé DIN 9611 pouvait être installé à l'avant et à l'arrière du 401, qui tourne à 540 tr/min; la puissance correspond à environ 22 ch (16 kW). De plus, une poulie d'un diamètre de 315 mm pouvait être installée à droite, également d'une puissance de 22 ch (16 kW). Une roue de secours était également disponible sur demande et les roues de l'essieu arrière pouvaient être équipées de pneus doubles moyennant un supplément. Un système de freinage pour remorque était également disponible. Les autres accessoires comprenaient un treuil à câble, une barre de coupe et des compresseurs d'air.
L'Unimog 2010 n'offrait initialement qu'un siège conducteur ouvert avec une protection contre les intempéries, un pare-brise rabattable, des panneaux latéraux amovibles et une paroi arrière fixe. Cette version était peinte en Unimog-Grün. Avec la nouvelle désignation Unimog 401, une variante avec cabine fermée tout acier a été introduite. La version avec capote s'appelle désormais version A, et la version avec cabine tout en acier s'appelle version A/F. De même, les véhicules équipés de systèmes de freinage pour remorque sont nommés version B (avec capote) et version B/F (avec cabine tout en acier). Les véhicules dotés de cabines tout en acier pouvaient être livrés en Unimog-Grün, Hellgrau et Mercedes-Blau.

## Production Unimog 401 / Unimog 402
| Année            | 1953 | 1954 | 1955 | 1956 | total |
| ---------------- | ---- | ---- | ---- | ---- | ----- |
| Unimog 401 / 402 | 1235 | 2544 | 4149 | 3000 | 10928 |